# 요르단의 시리아 내전 개입
요르단의 시리아 내전 개입은 대 IS 군사 개입의 일부로 2014년 9월 22일부터 요르단이 이라크 및 시리아 영공에서 시작한 일련의 공습을 일컫는다. 2015년 무아트 알카사베의 처형으로 요르단과 ISIL의 충돌은 격화되었다. 2015년 12월 이후 요르단 공군이 시리아 영내를 공습하는 일은 잦아들었지만 공습은 2017년 2월까지 이어졌다. 요르단은 2018년 공습을 중단한 이후에도 시리아 남부에 본부를 둔 혁명 코만도군이나 남부전선을 비롯한 여러 시리아 반군 단체를 지원하고 있다.

## 배경
2014년 9월 23일 요르단의 통신 및 언론 총리인 모하마드 모마니는 "거점에 있는 테러주의자들을 패배시키는 작전의 일환으로 공습에 참여할 것입니다."라고 선언했다. 이미 요르단 군은 같은 날 공군이 테러주의 단체에 공습을 시작했다고 밝혔고, 미국도 명백하게 시리아의 ISIL에 대항하는 미국 주도의 공습에 요르단이 참여했다고 결정지었다.

## 공습
요르단 공군은 2014년 9월 22일부터 시리아 내의 ISIL 거점에 대한 미국 주도의 공습에 참여했다. 요르단 내부로 성전주의자들의 공격이 이어졌고, 국경 내에서 저격이 늘었다. 2014년 12월 24일 요르단 전투기 조종사가 시리아에서 전투기가 격추당해 조종사가 화형당하는 사건이 발생했다.
요르단 정부는 알카사베가 1월 3일 화형으로 사망한 것을 인정했다. 이것이 맞다면 ISIS는 그와 알리사위를 바꿀 마음이 없었다는 의도가 드러난다. 1월 9일 시리아 극단주의자들이 라카에서 요르단 조종사의 사망을 축하했다.
아랍에미리트 공군은 요르단 지휘부 하에 동맹을 맺고 암만 인근의 공군 기지에 본부를 두었다.